# Lopikerwaard (waterschap)

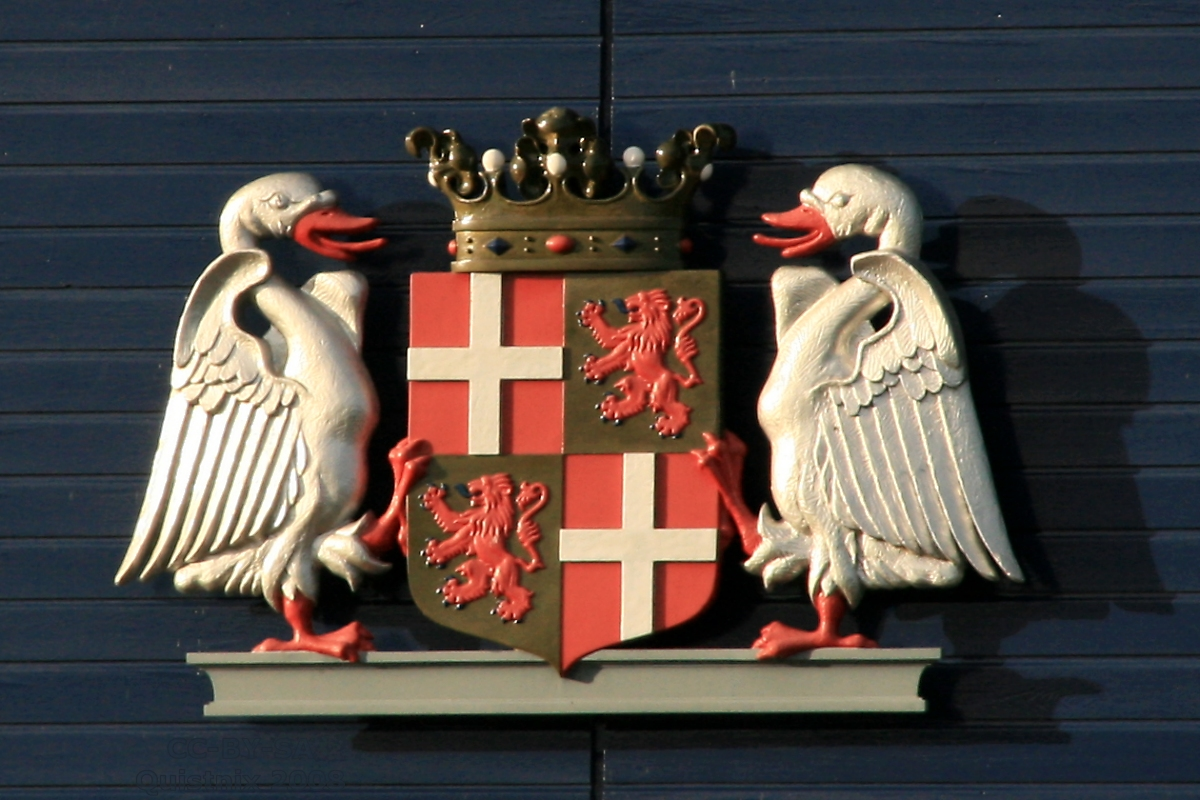
Het wapen van het voormalige waterschap op gemaal De Koekoek

Het waterschap Lopikerwaard is een voormalig fusiewaterschap in de provincies Utrecht (12.550 ha) en Zuid-Holland (1.600 ha). Het is op 1 januari 1974 ontstaan uit de voormalige waterschappen:
1. Batuwe
2. Benschop
3. Bonrepas en Noord-Zevender
4. Broek en Lage Biezen en Neder-Oudland
5. De Enge IJssel en Lopikerwetering
6. De Gecombineerde Uiterwaarden onder Jaarsveld
7. De Hooge Boezem achter Haastrecht
8. Galgoort
9. Graaf
10. Groot Keulevaart
11. Heeswijk
12. Hoenkoop, Vliet en Dijkveld
13. Hooge-Biezen en Over-Oudland
14. Hoogheemraadschap van den Lekdijk Benedendams en van den IJsseldam
15. Hoonaard
16. Klein Keulevaart
17. Lopik, Lopikerkapel en Zevenhoven
18. Oudegein (gedeeltelijk)
19. Polsbroek
20. Rozendaal
21. Snelrewaard-of-Honaard-Buitendijks
22. Vijfhoeven
23. Vlist-Oostzijde (afscheiding per 1/1/1950 van Vlist-West- en Oostzijde)
24. Vogelzang
25. Wiel
26. Willeskop, Kort-Heeswijk en Blokland
27. Willige Langerak, Cabauw en Zuid-Zevender en Vijfhoeven

Deze waterschappen lagen in en rond de Lopikerwaard. In 1994 ging het waterschap op in het Hoogheemraadschap De Stichtse Rijnlanden.